# حسين زائري (تشغابور)
حسين زائري (بالفارسية: حسین‌زائری) هي قرية تقع في إيران في قسم تشغابور الريفي. يقدر عدد سكانها بـ 341 نسمة بحسب إحصاء 2016.